# پسر (آلبوم)
«پسر» (به انگلیسی: Boy) آلبومی از یوتو است که در ۲۰ اکتبر ۱۹۸۰ منتشر شد.